# Карлобаг
 Ка́рлобаг  (хорв. Karlobag, італ. Carlopago) — курортне містечко на адріатичному узбережжі Хорватії в Ліцько-Сенській жупанії, а також  муніципалітет.

## Географія
Карлобаг розташований попід гірським хребтом Велебіт з видом на острів Паг, на захід від Госпича і на південь від міста Сень на перетині автотраси Рієка — Дубровник (Адріатична магістраль) та автодоріг, що ведуть у напрямку Госпича, Плитвицьких озер і Загреба. Має прибережну смугу пляжів завдовжки 42 км. По території муніципалітету також протікає багата на форель річка Ґацка (Gacka).

## Демографія
Населення громади за даними перепису 2011 року становило 917 осіб. Населення самого поселення становило 468 осіб.
Динаміка чисельності населення громади:
Динаміка чисельності населення центру громади:

## Історія
У Плінія і Птолемея населений пункт згадується як давньоримська Vegia. Під час навали готів Vegia спустіла, але в VII столітті хорвати побудували на захід від римського міста нове поселення, що звалося Skrisa (oppidum Scrissi). 
В 1387 році вперше згадується під назвою Баг. Вважається, що нинішньою назвою місто завдячує своєму засновникові імператору Священної Римської імперії Карлу IV.
Після турецького вторгнення в Ліку місто в 1525 році було повністю зруйновано османами, які залишили тільки невелику фортецю з військовою присутністю. На прохання жителів міста Сень австрійським ерцгерцогом Карлом, засновником «Військової границі», в 1579 році було збудовано нове місто, яке з 1580 стало відоме як Карлобаг . Проте, як тільки місто було відновлено, в 1592 р. венеційці захопили фортецю і знищили місто. Аж до 1683 Карлобаг було заселено лише військовими підрозділами.
Австрійський правитель Карл VI Габсбург звелів збудувати гавань і планував дорогу на Госпич. Його внук Йозеф II приєднав Карлобаг до Військової границі в 1776 році, а в 1786 році збудував ще одну дорогу через Велебіт. Під час владарювання Наполеона, Карлобаг також зазнав обстрілу з англійських військових кораблів у 1813 р.

## Сьогодення
Сьогодні головний рід занять у Карлобазі це рибальство і туризм. Основні види активного відпочинку включають катання на човнах і піший туризм, позаяк Карлобаг славиться своїми гірськими стежками відмінної якості . Гори Велебіт, що височать над Карлобагом, було оголошено світовим біосферним заповідником, єдиним в Хорватії. Місто Карлобаг також має порт для поромного сполучення з островом Паг.

## Населені пункти
Крім поселення Карлобаг, до громади також входять:
- Дарич-Драга
- Ваське Оштаріє
- Цесариця
- Црний Дабар
- Дошен Дабар
- Консько
- Кучища-Цесарицька
- Леденик-Цесарицький
- Луково-Сугар'є
- Равний Дабар
- Станища
- Сушань-Цесарицький
- Видоваць-Цесарицький

## Клімат
Середня річна температура становить 13,67°C, середня максимальна – 25,91°C, а середня мінімальна – 1,65°C. Середня річна кількість опадів – 1019,00 мм.
| Клімат поселення                              | Клімат поселення | Клімат поселення | Клімат поселення | Клімат поселення | Клімат поселення | Клімат поселення | Клімат поселення | Клімат поселення | Клімат поселення | Клімат поселення | Клімат поселення | Клімат поселення | Клімат поселення |
| Показник                                      | Січ.             | Лют.             | Бер.             | Квіт.            | Трав.            | Черв.            | Лип.             | Серп.            | Вер.             | Жовт.            | Лист.            | Груд.            |                  |
| Середній максимум, °C                         | 10,46            | 10,54            | 12,11            | 15,36            | 20,66            | 25,43            | 25,91            | 25,58            | 21,86            | 17,70            | 12,69            | 10,25            |                  |
| Середня температура, °C                       | 6,04             | 6,13             | 7,69             | 10,95            | 16,25            | 21,01            | 22,90            | 22,56            | 18,86            | 14,69            | 9,68             | 7,24             |                  |
| Середній мінімум, °C                          | 1,65             | 1,73             | 3,31             | 6,54             | 11,86            | 16,61            | 19,89            | 19,54            | 15,84            | 11,66            | 6,68             | 4,21             |                  |
| Норма опадів, мм                              | 81               | 71               | 74               | 78               | 76               | 69               | 41               | 60               | 114              | 126              | 125              | 104              |                  |
| Середньомісячна швидкість вітру, м/с          | 2.98             | 3.08             | 3.23             | 3.04             | 2.70             | 2.53             | 2.53             | 2.48             | 2.64             | 2.84             | 3.34             | 3.24             |                  |
| Середньомісячна сонячна радіація, кДж/м²·день | 4698             | 7431             | 10896            | 15670            | 19912            | 21906            | 23676            | 20510            | 14934            | 9495             | 5111             | 3945             |                  |
| --------------------------------------------- | ---------------- | ---------------- | ---------------- | ---------------- | ---------------- | ---------------- | ---------------- | ---------------- | ---------------- | ---------------- | ---------------- | ---------------- | ---------------- |
| Джерело:                                      |                  |                  |                  |                  |                  |                  |                  |                  |                  |                  |                  |                  |                  |